# アイ・リアリー・ライク・ユー
「アイ・リアリー・ライク・ユー」（I Really Like You）は、カーリー・レイ・ジェプセンの楽曲である。2015年3月2日にアルバム『エモーション』からの第1弾シングルとして発売された。作詞作曲はジェプセンとジェイコブ・カッシャーとピーター・スヴェンソンの共作。プロデュースはスヴェンソンとジェフ・ハラトラックス。Canadian Hot 100では最高位14位を記録。香港やスコットランドのシングルチャートでは第1位を獲得したほか、チェコ、デンマーク、フィンランド、日本、アイルランド、南アフリカ、イギリスのシングルチャートでトップ10入りした。

## リリース・曲の構成
2015年3月2日、「アイ・リアリー・ライク・ユー」がアルバム『エモーション』からの第1弾シングルとして発売された。6月24日にインタースコープ・レコードからアルバム『エモーション』が日本で先行発売され、「アイ・リアリー・ライク・ユー」は「エモーション」と「ギミー・ラヴ」の間の3曲目に収録された。
作詞作曲はカーリー・レイ・ジェプセンとジェイコブ・カッシャーとピーター・スヴェンソンの共作。ジェプセンによれば、本作の内容はまだちょっと“愛してる”と言うには早すぎるけど、ただの“好き”よりも、“ホントにホントにホントに好き”という関係を歌ったもの。ワシントン・ポスト紙のソラヤ・ナディア・マクドナルドは、本作を「前作『キス』、1980年代の音楽、ソランジュが2012年に発売したEP『トゥルー』を思い出させるシンセポップ・ナンバー」と特徴づけた。ザ・ヴァージのエミリー・ヨシダは、本作における「1980年代のニュー・ウェイヴ」の要素について言及し、ローリング・ストーン誌のライアン・リードは本作について「ダンス・ポップ・ナンバー」と説明した。曲のキーはFメジャー、テンポは122BPM、本作におけるジェプセンの声域はG3からD5。

## 評価

### 第三者による批評
ビルボード誌のジェイソン・リプシュッツは、本作を「ホントに（ホントに）楽しい曲」「すごくハリのあるパーカッションとうっかりもらした相手の気を引く言葉で『コール・ミー・メイビー』の執着性を思い出させる息をのむような1980年代のアガる曲」と称した。音楽ジャーナリストのビアンカ・グレイシーは、本作を「刺激的で素晴らしいものすごくキャッチーなポップ」と評した。
2022年10月、バラエティ誌のレイチェル・セオは、「ジェプセンの最高の15曲」の第13位に本作をランク付けし、「‘I want you. Do you want me? Do you want me too?’（あなたが欲しいのよ。私のこと欲しい？あなたも私のこと欲しい？）という一節は必死なSnapchatのメッセージのように読めるが、ジェプセンの上昇するソプラノのパートはジェフ・ハラトラックスとピーター・スヴェンソンによるエレクトロ・ポップの演出を通じてシームレスに作り上げられ、他の何よりも熱狂的に聞こえる」と評した。

### 受容とチャート成績
「アイ・リアリー・ライク・ユー」は、2015年3月21日付のCanadian Hot 100で初登場14位を記録。
アメリカのニールセン・ミュージックの調べによれば、初週で38,000ダウンロード、3.9万回のストリーミング再生数を記録し、2015年3月21日付のBillboard Hot 100で初登場48位を記録。その後、2015年5月2日付の同チャートで最高位39位を記録し、自身3作目のトップ40入りとなった。
イギリスの全英シングルチャートでは、2015年5月3日付のチャートから2週連続で第3位を記録した。
日本のBillboard Japan Hot 100では、2015年3月11日公開のチャートで初登場48位を記録し、7月1日公開のチャートで最高位4位を記録した。Billboard Japan Hot Overseasでは、2015年7月1日公開のチャートで第1位を獲得。また同年のBillboard JAPANの洋楽年間チャートでは第1位を獲得し、年間総合シングルチャートでは第6位を記録し、洋楽アーティストでは唯一となるトップ10入りを果たした。Billboard JAPANは、チャートの好成績の理由に精巧なポップ・ソングライティングと思わず口さんでしまう〔ママ〕キャッチーなメロディ、“あなたのことが好き”という普遍的なメッセージが多くの支持を集めたことを挙げている。

## プロモーション

### ミュージック・ビデオ
「アイ・リアリー・ライク・ユー」のミュージック・ビデオは、ピーター・グランツが監督を務めた作品で、コンセプトは「トム・ハンクスの一日」。ミュージック・ビデオは2015年2月16日にマンハッタンのモンドリアン・ホテルの前で撮影され、ハンクスの他にレーベルメイトのジャスティン・ビーバーがカメオ出演している。このミュージック・ビデオは、3月6日に公開された。ビルボード誌の読者により「（ここまでで）2015年のベスト・ミュージック・ビデオ10本」（The 10 Best Music Videos of 2015 (So Far)）の1つとして挙げられたほか、スピン誌が発表した「2015年のベスト・ミュージック・ビデオ25本」（The 25 Best Music Videos of 2015）の第8位にランクインした。
4月上旬にジェプセンがプロモーションを目的に来日した際、ローラと共演したミュージック・ビデオが撮影され、このビデオは5月12日に公開された。

### 楽曲の披露
ジェプセンは、2015年3月2日に放送されたABCテレビ『グッド・モーニング・アメリカ』で「アイ・リアリー・ライク・ユー」を披露。以降、『ジミー・キンメル・ライブ!』や『サタデー・ナイト・ライブ』などでも披露された。
同年4月、本作およびアルバムのプロモーションを目的に来日したジェプセンは、4月14日に放送の日本テレビ系『スッキリ!!』に生出演して本作を披露。これが日本初披露となった。

## シングル収録曲
| #         | タイトル                                            | 作詞・作曲                                                               | 時間 |
| --------- | --------------------------------------------------- | ------------------------------------------------------------------------ | ---- |
| 1.        | 「アイ・リアリー・ライク・ユー」(I Really Like You) | カーリー・レイ・ジェプセン ジェイコブ・カッシャー ピーター・スヴェンソン | 3:24 |
| 合計時間: | 合計時間:                                           | 合計時間:                                                                | 3:24 |

| #         | タイトル                                               | 作詞  | 作曲・編曲 | 時間 |
| --------- | ------------------------------------------------------ | ----- | ---------- | ---- |
| 1.        | 「I Really Like You (Blasterjaxx Remix)」              |       |            | 3:35 |
| 2.        | 「I Really Like You (The Scene Kings Remix)」          |       |            | 3:17 |
| 3.        | 「I Really Like You (The Scene Kings Extended Remix)」 |       |            | 4:35 |
| 4.        | 「I Really Like You (Wayne G. Club Mix)」              |       |            | 7:39 |
| 5.        | 「I Really Like You (Liam Keegan Remix Radio Edit)」   |       |            | 3:09 |
| 6.        | 「I Really Like You (Liam Keegan Extended Remix)」     |       |            | 4:39 |
| 合計時間: | 合計時間:                                              | 26:54 |            |      |

## クレジット
※出典
- カーリー・レイ・ジェプセン - リード・ボーカル、作詞作曲
- ジェイコブ・カッシャー - 作詞作曲
- ピーター・スヴェンソン - 作詞作曲、ドラム、シンセサイザー、キーボード、ベース、ギター、プロデュース、エンジニア、プログラミング
- ジェフ・ハラトラックス - ドラム、シンセサイザー、キーボード、ベース、プロデュース、エンジニア、プログラミング
- ピーター・カールソン - ソリーナ
- ミッシー・モデル - バッキング・ボーカル
- エリック・エイランズ - アシスタント・エンジニア
- ジュアン・カルロス・トラド - アシスタント・エンジニア
- ジャイム・ベレス - アシスタント・エンジニア
- セルバン・ゲネア - ミキシング
- ジョン・ヘイネス - ミックス・エンジニア
- トム・コイン - マスタリング

## メディアでの使用例
テレビCM
- LINE MUSIC（2015年）
- ネイチャーラボ「モイスト・ダイアン」（2016年）
CMにはジェプセンが出演。

## チャート成績

### 週間チャート
| チャート (2015年)                        | 最高位 |
| ---------------------------------------- | ------ |
| オーストラリア (ARIA)                    | 37     |
| オーストリア (Ö3 Austria Top 40)         | 11     |
| ベルギー (Ultratop 50 Flanders)          | 43     |
| ベルギー (Ultratop 50 Wallonia)          | 44     |
| カナダ (Canadian Hot 100)                | 14     |
| Canadian Digital Song Sales (Billboard)  | 11     |
| カナダ Hot AC (Billboard)                | 26     |
| Canada All-Format Airplay (Billboard)    | 43     |
| CIS (Tophit)                             | 11     |
| チェコ共和国 (Rádio – Top 100)           | 17     |
| チェコ共和国 (Singles Digitál Top 100)   | 7      |
| デンマーク (Tracklisten)                 | 7      |
| Euro Digital Song Sales (Billboard)      | 43     |
| フィンランド (Suomen virallinen lista)   | 10     |
| フランス (SNEP)                          | 39     |
| ドイツ (GfK Entertainment charts)        | 15     |
| 香港 (HKRIA)                             | 1      |
| ハンガリー (Single Top 40)               | 27     |
| アイルランド (IRMA)                      | 3      |
| イタリア (FIMI)                          | 42     |
| 日本 (Japan Hot 100)                     | 4      |
| Japan Hot Overseas (Billboard JAPAN)     | 1      |
| メキシコ (Mexico Airplay) (Billboard)    | 17     |
| Mexico Ingles Airplay (Billboard)        | 22     |
| オランダ (Dutch Top 40)                  | 13     |
| オランダ (Single Top 100)                | 16     |
| ニュージーランド (Recorded Music NZ)     | 25     |
| ノルウェー (VG-lista)                    | 22     |
| ポーランド (Polish Airplay Top 100)      | 10     |
| スコットランド (Official Charts Company) | 1      |
| スロバキア (Rádio Top 100)               | 16     |
| スロバキア (Singles Digitál Top 100)     | 15     |
| スロベニア (SloTop50)                    | 13     |
| 南アフリカ (EMA)                         | 16     |
| スペイン (PROMUSICAE)                    | 27     |
| スウェーデン (Sverigetopplistan)         | 25     |
| スイス (Schweizer Hitparade)             | 15     |
| UK シングルス (OCC)                      | 3      |
| US Billboard Hot 100                     | 39     |
| US Dance Club Songs (Billboard)          | 36     |
| US Pop Airplay (Billboard)               | 30     |

### 年間チャート
| チャート (2015年)                    | 順位 |
| ------------------------------------ | ---- |
| オーストリア (Ö3 Austria Top 40)     | 70   |
| カナダ (Canadian Hot 100)            | 88   |
| CIS (Tophit)                         | 105  |
| デンマーク (Tracklisten)             | 51   |
| ドイツ (Official German Charts)      | 66   |
| 日本 (Japan Hot 100)                 | 6    |
| Japan Hot Overseas (Billboard JAPAN) | 1    |
| Japan Radio Songs (Billboard JAPAN)  | 2    |
| オランダ (Dutch Top 40)              | 71   |
| オランダ (Single Top 100)            | 83   |
| Russia Airplay (Tophit)              | 105  |
| スペイン (PROMUSICAE)                | 82   |
| スウェーデン (Sverigetopplistan)     | 80   |
| スイス (Schweizer Hitparade)         | 59   |
| UK Singles (Official Charts Company) | 44   |

| チャート (2016年)                    | 順位 |
| ------------------------------------ | ---- |
| 日本 (Japan Hot 100)                 | 95   |
| Japan Hot Overseas (Billboard JAPAN) | 7    |
| Japan Radio Songs (Billboard JAPAN)  | 98   |

## 認定
| 国/地域 | 認定        | 認定/売上数 |
| --- | ----------- | ----------- |
| オーストラリア (ARIA)                                                                                               | Platinum    | 70,000      |
| カナダ (Music Canada)                                                                                               | Gold        | 40,000*     |
| デンマーク (IFPI Danmark)                                                                                           | Platinum    | 60,000^     |
| ドイツ (BVMI) | Gold        | 200,000     |
| イタリア (FIMI) | Platinum    | 50,000      |
| 日本 (RIAJ) | 2× Platinum | 500,000*    |
| ポーランド (ZPAV)                                                                                                   | Platinum    | 20,000      |
| スペイン (PROMUSICAE)                                                                                               | Gold        | 20,000      |
| スウェーデン (GLF)                                                                                                  | 2× Platinum | 80,000      |
| イギリス (BPI) | Platinum    | 600,000     |
| アメリカ合衆国 (RIAA)                                                                                               | Platinum    | 1,000,000   |
| ストリーミング |             |             |
| 日本 (RIAJ) | Gold        | 50,000,000  |
| * 認定のみに基づく売上数 · ^ 認定のみに基づく出荷枚数 · 認定のみに基づく売上数と再生回数 · 認定のみに基づく再生回数 |             |             |

## 発売日一覧
| 国/地域          | 発売日                           | 規格                             | レーベル                        |
| ---------------- | -------------------------------- | -------------------------------- | ------------------------------- |
| オーストラリア   | 2015年3月2日                     | デジタル・ダウンロード           | スクールボーイ インタースコープ |
| カナダ           | 2015年3月2日                     | デジタル・ダウンロード           | 604                             |
| ドイツ           | 2015年3月2日                     | デジタル・ダウンロード           | スクールボーイ インタースコープ |
| メキシコ         | 2015年3月2日                     | デジタル・ダウンロード           | スクールボーイ インタースコープ |
| ニュージーランド | 2015年3月2日                     | デジタル・ダウンロード           | スクールボーイ インタースコープ |
| アメリカ合衆国   | 2015年3月2日                     | デジタル・ダウンロード           | スクールボーイ インタースコープ |
| 2015年3月24日    | コンテンポラリー・ヒット・ラジオ |                                  | スクールボーイ インタースコープ |
| イタリア         | コンテンポラリー・ヒット・ラジオ | 2015年3月27日                    | インタースコープ                |
| イギリス         | 2015年4月26日                    | デジタル・ダウンロード           | スクールボーイ インタースコープ |
| イタリア         | 2015年5月8日                     | コンテンポラリー・ヒット・ラジオ | ユニバーサル                    |